# السمنة والجنس
السمنة والجنس يؤثر الوزن الزائد أو السمنة على الحياة الجنسية للأشخاص في جوانب مختلفة ومتنوعة. وقد يشمل ذلك جوانب سلبية مثل الوصمة التي يمكن أن تشكل عقبة أمام التطورات الرومانسية، والخلل الجنسي، وزيادة فرصة السلوك الجنسي المحفوف بالمخاطر. يمكن أن يكون لها أيضًا جوانب إيجابية في شكل ولع بالدهون.

## الخلفية
لقد زاد عدد الأشخاص المصابين بالسمنة بشكل كبير في العقود الأخيرة.

## الطفولة والبلوغ
ترتبط السمنة في مرحلة الطفولة بالبلوغ المبكر. الفتيات اللاتي يصلن إلى مرحلة البلوغ في وقت مبكر أكثر عرضة للنشاط الجنسي من الفتيات الأخريات في نفس العمر وأكثر عرضة للحمل والإصابة بالأمراض المنقولة جنسياً. قد يؤدي الوزن الزائد في سنوات المراهقة أيضًا إلى عرقلة التطورات الرومانسية. أظهرت دراسة أجريت عام 2005 أن فرص الفتاة المراهقة في إقامة علاقة رومانسية انخفضت بنسبة 6 إلى 7 في المائة لكل زيادة بمقدار نقطة واحدة في مؤشر كتلة الجسم. وفقًا لدراسة أجريت عام 2020، فإن الأطفال المثليين ومزدوجي الميل الجنسي والمتحولين جنسياً هم أكثر عرضة للإصابة بالسمنة. السبب الجذري لهذا غير معروف.

## الوصمة
إن السمنة أو زيادة الوزن تعتبر وصمة عار. بدأت سوبستانسيا جونز في عام 2007 مشروع الإيجابية الدهنية، وهو عبارة عن سلسلة سنوية من الصور الفوتوغرافية العارية التي تصور الأزواج البدينين بطريقة إيجابية لتقليل الوصمة.

## المواعدة والعلاقات
بالنسبة للعديد من الأشخاص، تظل الوصمة المرتبطة بالمواعدة قائمة حتى بعد فقدان الوزن، ويرجع ذلك أيضًا إلى الخوف من اكتساب الوزن مرة أخرى. وفقًا لأستاذ علم النفس ديفيد ساروير، فإن الاعتقاد السائد هو أن الأشخاص الذين لم يصابوا بالسمنة أبدًا هم أكثر قدرة على التحكم في وزنهم. لاحظت المربية الجنسية لورا ديلاراتو أن هناك تشبيهًا بالأجسام الدهنية. تم إنشاء بعض مواقع المواعدة المخصصة للأشخاص البدينين فقط. يرتبط مؤشر كتلة الجسم ارتباطًا وثيقًا بين الشركاء الرومانسيين.

## الصحة الجنسية والرضا الجنسي
يمكن أن تؤدي زيادة وزن الجسم إلى زيادة الجلوبيولين المرتبط بالهرمونات الجنسية ، مما يؤدي إلى فشل هرمون التستوستيرون. وقد يؤدي ذلك إلى انخفاض الرغبة الجنسية. كما يمكن أن يؤدي أيضًا إلى تضييق الأوعية الدموية، مما يجعل الوصول إلى الذروة أكثر صعوبة. تميل أوضاع الجماع إلى أن تكون أكثر محدودية.

#### الرجال
عند الرجال، يمكن أن يؤدي إلى ضعف الانتصاب.

#### نساء
تعاني النساء المصابات بالسمنة من الدرجة الثالثة من أكبر انخفاض في جودة الحياة الجنسية، مع عدم القدرة بشكل عام على الاستمتاع بالنشاط الجنسي. يؤدي عمومًا إلى انخفاض احترام الذات وصورة الذات السلبية.

## شهوة السمنة
وُصفت هوس السمنة والتغذية بأنه ثقافة فرعية جنسية، وهوس جنسي وأسلوب حياة.
كتبت هاني بلانك: "إن نظرية التغذية هي مجرد ذريعة لتشتيت الانتباه، فهي تثير الفزع والجدل مما يعرقل الحوار الأكثر جدوى حول الجنس البدين. وتضيع كل مظاهر الجنس لدى البدينين في ظل الهوس المتلصص الذي تبديه وسائل الإعلام السائدة بما يتم تصويره على أنه عرض غريب.
يعتقد بعض الناس أن التغذية هي جزء من بي دي إس إم ، لأن الطعام يستخدم كوسيلة للتحكم لأن المغذي يقرر ما يأكله المتلقي ومدى تغير جسمه. ينخرط بعض الأشخاص البدينين بكل سرور في هذه العادة الشاذة ويجدون فيها الرضا. لقد شعر الكثيرون بأن الشذوذ الجنسي فرض عليهم دون موافقتهم. رفض أوبري جوردون فكرة أن الانجذاب إلى السمنة هو بالضرورة شذوذ جنسي. تم تصوير التغذية في أفلام مثل Feed وCity Island، حيث لم يكن الأول بالتراضي ولكن الأخير كان كذلك.

## المواد الإباحية والعمل الجنسي
لقد تفوقت عمليات البحث على مواقع المواد الإباحية على شبكة الإنترنت عن كلمة "سمين" على كلمة "نحيف". باعتبارها امرأة يبلغ وزنها 33 حجرًا ، تمكنت أماندا فاي من كسب عيشها من خلال تناول الطعام أمام الكاميرا.

## لبلوح
اللبلوح هو ممارسة إطعام النساء قسراً.